# Varennes-sous-Dun
Varennes-sous-Dun település Franciaországban, Saône-et-Loire megyében. Lakosainak száma 525 fő (2022. január 1.). Varennes-sous-Dun Gibles, La Chapelle-sous-Dun, Châtenay, La Clayette, Curbigny, Mussy-sous-Dun és Saint-Racho községekkel határos.

## Népesség
A település népessége az elmúlt években az alábbi módon változott:
| Lakosok száma | 585  | 589  | 608  | 573  | 556  | 539  | 533  | 526  | 525  |
|               | 2013 | 2015 | 2016 | 2017 | 2018 | 2019 | 2020 | 2021 | 2022 |